# Операция «Старлайт»
«Старлайт» (англ. Starlite — «Звёздный свет») — военная операция, проведённая корпусом морской пехоты США в августе 1965 года в ходе Вьетнамской войны.
Подразделения морской пехоты и Армии США проводили наступательные операции в Южном Вьетнаме с мая—июня 1965 года, встречая поначалу лишь эпизодическое сопротивление партизан НФОЮВ. В августе командование 3-й дивизии морской пехоты получило от партизана-перебежчика информацию, что 1-й полк НФОЮВ готовится атаковать американскую базу Чулай (провинция Куангнгай). Было решено нанести упреждающий удар по известным позициям противника.
Операция «Starlite» была разработана в кратчайшие сроки и предусматривала проведение одновременного морского и вертолётного десанта в районе деревни Вантыонг южнее Чулай, что должно было привести к окружению 1-го полка. Выдвижение войск началось 17 августа. Высадка десанта из 4-х батальонов была произведена утром 18 августа. Почти сразу американские силы столкнулись с серьёзным сопротивлением противника. Основные боевые действия развернулись вокруг высоты 43 и деревни Анкуонг. Кроме того, в засаду партизан попала американская колонна снабжения. Благодаря массированной артиллерийской и авиационной поддержке морской пехоте во всех случаях удалось выбить противника с занимаемых им позиций. К концу дня подразделения НФОЮВ отступили, очевидно, найдя брешь в кольце окружения. Операция «Starlite» продлилась до 24 августа, однако более не сопровождалась контактами с противником.
В ходе операции морская пехота потеряла около 50 человек погибшими. Потери НФОЮВ оцениваются примерно в 600 человек погибшими. Почти все потери сторон приходятся на сражение 18 августа. Операция «Starlite» считается крупной победой сил США. 1-й полк НФОЮВ после понесённых потерь на некоторое время (вероятно, до октября) утратил боеспособность. Операция получила широкую известность благодаря тому, что привела к первому крупному сражению Вьетнамской войны с участием наземных сил США.